# 室内
室内
1. 部屋など建物や乗り物の内部。屋外と対比される用語。
2. 小規模な屋内という意味で使われる。対比されるものは大きなホールや屋外。音楽の室内楽は小さな部屋での音楽という意味。自転車競技の室内自転車競技は体育館程度の小さな室内で行われる競技でトラックレースなど大規模なものは含まない。
3. 家具・木工・インテリアに関する雑誌『室内』。1955年、最終の編集発行人山本伊吾の父親、山本夏彦によって創刊。当初は『木工界』という誌名から1961年に現在の『室内』と改題。通算615号目の2006年３月号で休刊。
4. エドガー・ドガによって描かれた絵画。（本稿で解説）

『室内』（しつない、フランス語: Intérieur）は、別名『強姦』（ごうかん）(フランス語: Le Viol)、エドガー・ドガによって1868年から1869年に描かれたキャンバスに油彩の絵画で、「ドガの主要な作品のうちで最も当惑させられる」("the most puzzling of Degas's major works")と言われ、ランプの光のそばでの男と一部、服を脱いだ女との緊張した直面を描いている。
場面の演劇がかった性格は、歴史家らに、作品の文献上の出典を探す気にさせたが、しかし提示された出所は、どれも普遍的に認められていない。
絵画の題名でさえ、不明確である。
この画家の知人らは、これを「強姦」(Le Viol)か、でなければ「室内」(Intérieur)のいずれかで呼び、そしてドガが1905年に初めて展示したのは、後者の作品名のもとにおいて、であった。
絵画はフィラデルフィア美術館所蔵である。

## 背景
ドガは、そのリアリズムへのコミットメントがつのりつつあったために、『バビロンを建設するセミラミス』(英語題Sémiramis Building Babylon)（1860年 - 1862年）、『少年たちを挑発するスパルタの少女たち』(英語題Young Spartans Exercising)（1860年ころ）、そして彼のサロンへのデビューを印うけた『中世の戦争の場面』(英語題Scene of War in the Middle Ages)（1865年）のような歴史的主題への初期の没頭からそれていたときに、『室内』を描いた。
彼の新たな方向は、彼が1866年のサロンに『障害競馬-落馬した騎手』(英語題Steeplechase—The Fallen Jockey)を出品したとき、明白であった。
ドガは、十中八九、『室内』を1869年のサロンに出品するつもりであったが、しかし1905年6月になるまで一般公開されず、そのときパリのデュラン=リュエル画廊(Galerie Durand-Ruel)で公開された。
1897年にドガは、この作品を、「わたしの風俗画」("mon tableau de genre")("my genre painting")と言ったが、これは、彼がこの絵を自作のなかで変則的(anomalous)と見なしていたことを示唆する。

## 解釈
『室内』は、「近代生活のすべてのドガの構図のうちで最も芝居がかっている」("the most theatrical of all Degas's compositions of modern life")と言われてきた。
美術史家らは、作品の「まぎれもなく舞台監督によって裏で操られた性格:」について書いている、
「品々は小道具であるかのように並べられるいっぽうで、ドラマチックな照明が、劇が演じられつつあるという印象を強めている...
謎めいた主題内容にくわえて、推測するところ、この舞台ふうの効果が、学者らが絵の文学上の出所を突き止めようとくりかえし努めた主な理由のうちのひとつである。」("distinctly stage-managed character:items are arranged as if they are props, while the dramatic lighting increases the impression that a play is being enacted ...In addition to the mysterious subject-matter, this stage-like effect is presumably one of the chief reasons why scholars have repeatedly tried to identify a literary source for the painting.")
さまざまな自然主義の長編小説が、考慮に差し出されてきた。
この印象主義者の友人であるジョルジュ・リヴィエールが最初に、ルイ・エドモン・デュランティの長編小説『フランソアーズ･ド･ケノアの闘い』（英語題the Struggle of Francoise Duquesnoy）を出所として提出した。
この考えは、R.H.ウィレンスキー(R.H. Wilenski)その他に認められたが、しかしデュランティの専門家からは満足のゆくものではないとされた。
のちに、エミール・ゾラの『マドレーヌ・フェラ』(Madeleine Férat)のなかの一場面が、いくつかの点でドガの絵画の諸要素と一致していると確認された--が、しかし、狭いベッドと円いテーブルは符合したいっぽうで、人物たちの互いの位置は符合しなかった。
1976年に、美術史家セオドア・レフ(Theodore Reff)は、『室内』はゾラの長編小説『テレーズ・ラカン』の或る場面を描いているという推測を公開した。
この考えは、他の学者らに、広く、しかし普遍的にではなく、認められてきた。
『テレーズ・ラカン』（1867年刊）は、若い孤児がおばによってその病気の息子カミーユ・ラカンと結婚させられる物語である。
テレーズは、カミーユの友人のひとりローランと情事を始め、彼らは、カミーユを殺害する計画を、死亡を事故に見せかけて、実行する。
のちに、結婚の夜に、テレーズとローランは、自分たちの関係が犯行によって毒されているのに気づく。
ドガによって描かれた場面にぴたりと符合するくだりは、ゾラの長編小説の第21章の冒頭に出てくる:
ローランは、ドアをうしろでに注意ふかく閉め、そしてちょっとの間、それによりかかって、心配そうな当惑した表情をうかべて、部屋の中を見つめながら、そこにたたずんでいた。
明るい炎が、天井と壁に踊る金いろの斑点を投げながら、火格子で燃えていた。部屋は、こうして、テーブルに置かれたランプをかすませる、輝かしい、ふらふらしている光に照らされていた。マダム・ラカンは、あたかも若い恋人たちの巣であるかのように、真っ白に、香水をふりかけて、部屋を魅力的に整えようと努めていた。老店主は、ベッドにいくつかレースを加え、マントルピース上の花瓶を薔薇の大きな花束でいっぱいにしようと決めていた。優しい温かみが、ほのかな香りとともに、ただよっていた。
...
テレーズは、暖炉の右方の、低い椅子に腰掛けていた。彼女は、片手であごを支え、踊っている炎をじっと見つめていたし、ローランが部屋に入ってきても振り返らなかった。彼女は、レースで縁取られたペチコートとベッド=ジャケットという姿で、
明るい火あかりを浴びながら真っ青になっていた。彼女のジャケットが片肩から落ちていて、肩が黒髪の房ごしにピンクいろに見えた。
ローランは、口をきかないまま、二三歩、進んだ。彼はジャケットとヴェストを脱いだ。
ワイシャツ一枚になって、彼はまた、テレーズをちらりと見やったが、彼女は動かなかった。彼は、ためらうようであった。それから彼は、ピンクいろの肩に気づき、身をかがめて、ふるえている唇をあらわな肌に押しつけた。若い女は、急に振り向きながら、肩をふりはらった。 彼女が、あまりに妙に嫌悪と恐怖の入り混じったまなざしでローランを見つめたので、彼は、あたかも恐れと嫌悪に襲われたかのように、心配そうに不安そうに、後ずさりした。
レフは、テクストにおいて言及されていない絵画におけるいくつかの要素（たとえば、裁縫箱、床のコルセット）を芸術的許容、とそれからもしかしたら第二の文学テクストの影響、に帰した。

2007年に、フェリックス・クラマー(Felix Krämer)は、レフの結論と意見が異なる記事を公表した。
とりわけ、クラマーは、ゾラによって書かれた夫婦の寝室と絵のなかの狭いシングル・ベッドとの「決定的な」("critical")矛盾について書いた。
そのうえ、背景におけるビューローの上の男のトップ・ハットは、男が部屋にはいったばかりではないことを示唆しているが、上で引用されたくだりではローランははいったばかりである。
クラマーはそのかわりに、ドガの構図の「きわめて明白な出所」("most obvious source")として、ポール・ガヴァルニによるリトグラフを提示した:
『ル・シャリヴァリ』（Le Charivari）で1841年に刊行された、『ロレッツ』(Lorettes)シリーズのシート番号5（画像）。
ガヴァルニは、ドガによって高く賞賛された画家であったが、ドガはガヴァルニのリトグラフを約2000点、収集していた。
そのプリントと『室内』とのあいだの類似性の諸点は、クラマーによってつぎのように記述されている:
ドガの『強姦』におけるように、[女は、]男に背を向け、男は大きく脚を開き、両手をポケットに入れて、ドアの前に立っている。上から、彼の視線は、自分のの価値を考えているかのように、じっと女に注がれ、彼女は動物の皮のラグの上に座っている。男の姿勢がドガの絵を思い出させるだけでなく、女もまた類似のポーズをしていて、右手を頭にまで挙げ、片肩をはだけている。壁の絵とソファーの上の乱れた衣服さえも、ドガに霊感を与えたかもしれない。
ガヴァルニのプリントは、娼婦を描いている。
題名『ロレッツ』(Lorettes)は、ノートル=ダム・ドゥ・ラ・ロレット(Notre-Dame de la Lorette)というパリ近隣、多くの娼婦の生息地を指している。
1841年に、モーリス・アルホイ(Maurice Alhoy)によって『ロレットの生理学』(Physiologie de la Lorette)（1841年）において記述されたように、この女たちはホテル住まいで、小さなスーツケースに持ち物を持ち運び、そのなかにはいつも、その容姿を保つのに用いる、不可欠な資産として裁縫箱も含まれた。
クラマーによれば、『室内』において裁縫箱が目立たせられた顕著さは、ベッド上の血液のしるしとともに、『室内』が、夫婦の不和ではなくて売春と性的暴力の余波を描いている場面であるという主張を支持している。

## 影響
『室内』の影響は、ドガの子分であるウォルター・シッカートの構図に、特に後者の『カムデン・タウンの殺人』(The Camden Town Murder)シリーズ（1908年）と、『アンニュイ』(Ennui)（1914年）に、認められる。
シッカートとの会話において、ドガは、『室内』を風俗画(a genre painting)と言ったし、そしてより古い画家の例のように、シッカートの男女がともに居る描写は、ドラマチックな緊張と物語のあいまいさが特徴である。

## 文献
- Armstrong, Carol (1991). Odd Man Out: Readings of the Work and Reputation of Edgar Degas. Chicago and London: University of Chicago Press. ISBN 0-226-02695-7
- Baumann, Felix; Karabelnik, Marianne, eds (1994). Degas Portraits. London: Merrell Holberton. ISBN 1-85894-014-1
- Boggs, Jean Sutherland, ed (1988). Degas. New York: The Metropolitan Museum of Art. ISBN 0-87099-519-7
- Danto, Arthur (December 12, 1988), “Degas”, The Nation:  658
- Gordon, Robert; Forge, Andrew (1988). Degas. New York: H.N. Abrams. ISBN 0-8109-1142-6
- Krämer, Felix (May 2007), “Mon tableau de genre': Degas's 'Le Viol' and Gavarni's 'Lorette”, The Burlington Magazine 149 (1250)
- Reff, Theodore (1976). Degas: the artist's mind. New York: The Metropolitan Museum of Art. ISBN 9780870991462
- Thomson, Richard (1988). Degas, the Nudes. London: Thames and Hudson. ISBN 0-500-23509-0